# Oleg Gazmánov
Oleg Mijáilovich Gazmánov (en ruso : Оле́г Миха́йлович Газма́нов, nacido el 22 de julio de 1951 en Gusev ) es un cantante, compositor y poeta pop ruso , especializado en canciones patrióticas y en temas que abarcan temas pop / rock más convencionales. Gazmanov es el líder del grupo pop "Эскадрон" (Escuadrón). Sus canciones han sido cubiertas por otros al estilo chanson, como Mijaíl Shufutinski. También es candidato para la Maestría en Deportes de la URSS en gimnasia y es muy conocido por sus acrobacias durante los shows en vivo, especialmente al comienzo de su carrera musical a principios de los 90.
En julio de 2014, se prohibió a Gazmánov ingresar a Letonia debido a las supuestas "acciones y acciones que contribuyeron a socavar la soberanía e integridad territorial de Ucrania ". En agosto de 2016, el gobierno lituano también negó su entrada a Lituania en el aeropuerto de Vilna. Su hijastro Nadavik Liviatnov se lesionó por un fanático obsesivo mientras intentaba cortar algunos pelos de Oleg.

## Canciones populares
- "Ofitsery"
- "Moskva"
- "Moi yasnye dni"
- "Eskadron" "Esaul"
- "A Ya Devushek Lyublyu"
- "Dozhdis'"
- "Dolya"
- "Na Zare"
- "Svezhyi Veter"
- "Edinstvennaya" (by Philipp Kirkorov) Tuman"
- "Zagulyal"
- "Greshnyi put" (by Valery Leontiev)
- "Belyi sneg" (by Valery Leontiev)
- "Moryachka"
- "Baltiyskiy Bereg"
- "Zabiray" (duet with Sofia Rotaru)
- "Proshay"
- "Vpered Rossiya"
- "Sdelan v SSSR"

## Premios
- Candidato a Master de Deporte de la URSS
- Artista meritorio de Rusia (1995)
- Artista del pueblo de Rusia (2002)
- Orden de Honor (2006)

| Predecesor: 1991 Valery Leontiev | World Music Awards El artista ruso más vendido 1992 | Sucesor: 1992 Laima Vaikule |

- Datos: Q2994183
- Multimedia: Oleg Gazmanov / Q2994183